# Hasperde
Hasperde ist ein kleines Dorf im Weserbergland, gehört zum Landkreis Hameln-Pyrmont und ist der südlichste Ortsteil von Bad Münder am Deister.

## Geografie
Hasperde hat etwa 300 Einwohner und liegt zwischen Hameln und Bad Münder. Der Ort teilt sich in zwei Siedlungen auf, eine direkt an der Bundesstraße 217 und die größere etwa einen Kilometer von der Bundesstraße entfernt in Richtung Coppenbrügge. Durch Hasperde fließt die Hamel, welche in Hamelspringe entspringt. Direkt an der B217 entsteht zurzeit ein neues Gewerbe- und Industriegebiet unter dem Namen „Rascher Ort“.

## Geschichte
Die Gemeinde Hasperde wurde am 1. Januar 1973 in die Stadt Bad Münder am Deister eingegliedert. Bei den letzten Volkszählungen vor der Eingemeindung hatte Hasperde 268 (6. Juni 1961) bzw. 212 Einwohner (27. Mai 1970).

## Politik
Ortsbürgermeister ist Cordt-Hinrich Piephoh (CDU).
Hasperde hat einen gemeinsamen Ortsrat mit den Nachbarorten Flegessen und Klein Süntel.

## Kultur und Sehenswürdigkeiten

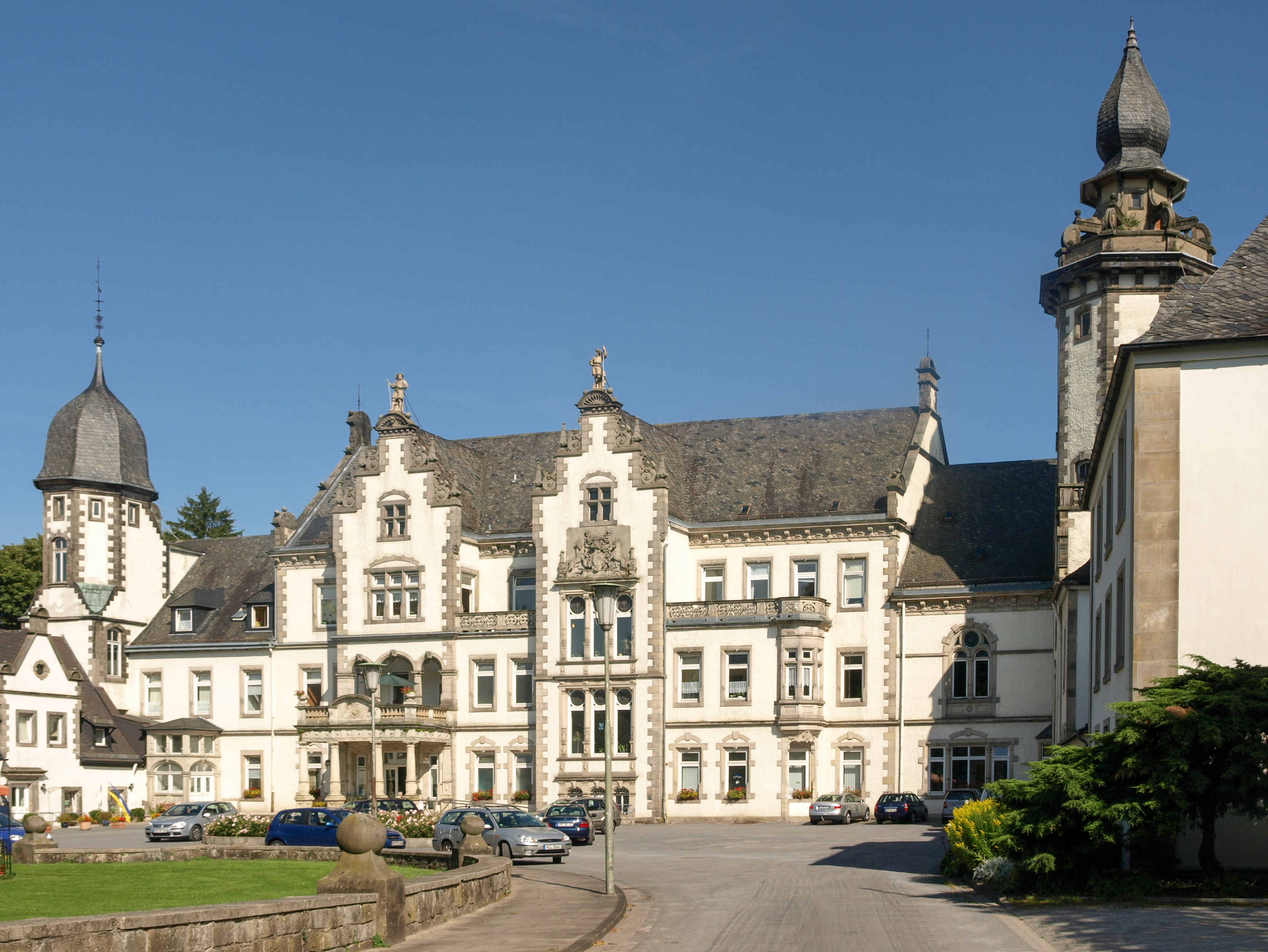
Renaissanceschloss Hasperde

- Ein Wahrzeichen des Ortes ist Schloss Hasperde, das im 17. Jahrhundert  im Stil der Renaissance erbaut und von 1883 bis 1893 verändert und erweitert wurde. Das Schloss beherbergt heute ein Seniorenheim und ist von einem Park mit botanischen Besonderheiten umgeben.
- Im Wald hinter dem Schloss befindet sich das Mausoleum, das 1881–1884 im Auftrag des Schlossherrn Otto Freiherr von Hake durch den Hannoverschen Architekten August Lingemann erbaut wurde.
- Im Jahr 1896 entsprach Bischof Wilhelm dem Wunsch der Freifrau von Hake, die ihn um die Unterstützung der katholischen Erziehung ihrer Kinder, zugleich aber auch für die seelsorgerische Betreuung der mittlerweile hier ansässigen Katholiken bat. Der Kaplan von Peine, Leopold Scharla, wurde mit Wirkung vom 1. Mai 1896 zum Hausgeistlichen von Schloss Hasperde ernannt. Im Schloss Hasperde wurde eine Kapelle eingerichtet. Diese Kapelle wurde nun Gotteshaus und Mittelpunkt der neuen Missionsstation, der ersten und einzigen in dem weiten Gebiet zwischen Hannover und Hameln. Kirchenrechtlich erhielt sie den Status einer Kaplanei und unterstand der Pfarrei St. Clemens in Hannover. Am 3. Mai 1896 feierte Kaplan Scharla in dieser Kapelle die erste Heilige Messe. Die Kapelle war als Gotteshaus und Missionsstation der Mittelpunkt für Katholiken zwischen Hannover und Hameln. Als Nachfolger von Scharla war Joseph Godehard Machens, der spätere Bischof von Hildesheim, von 1911 bis 1920 als Hauskaplan auf Schloss Hasperde tätig.[4] Die Schlosskapelle bildete die Keimzelle der katholischen Pfarreien Bad Münder und Springe.
- Neben dem Schloss gibt es noch das Herrenhaus der Grafenfamilie Adelmann von Adelmannsfelden, das ebenfalls von einem Park umgeben ist.

## Persönlichkeiten
- Bekanntester ehemaliger Einwohner von Hasperde war der Schauspieler Wolfgang Völz, der in Hameln eine Bäckerlehre machte
- George Friedrich Ernst Dorotheus Freiherr von Wangenheim auf Sonneborn (* 3. Februar 1830 in Hasperde; † 17. März 1867 in Wake), Familienmitglied des Thüringischen Uradelsgeschlechts Wangenheim[5]